# Spearhead (album)
Spearhead är ett minialbum av bandet Bolt Thrower som släpptes 1992.

## Låtlista
1. "Spearhead (Extended Remix)" – 8:44
2. "Crown of Life" – 5:28
3. "Dying Creed" – 4:17
4. "Lament" – 5:36